# 남사읍
남사읍(南四邑)은 대한민국 경기도 용인시 처인구의 읍이다. 읍의 이름인 '남사(南四)'는 용인군의 남쪽에 위치하고 있는 4개의 면을 통합했다는 뜻으로 붙여진 것이다.
면적은 58.65 km2이고, 아곡리와 완장리의 용인남사(아곡)지구도시개발사업으로 2018년 하반기에 인구가 급증하여 2018년 6월 말에 6,889 명이던 주민등록 인구가 같은 해 12월 말에 2만0351 명이 되었다.

## 연혁
- 고려 시대 : 수원부(水原府) 처인성에 속함
- 1397년 (조선 태조 6년) : 처인부곡이 처인현으로 승격
- 1413년 (조선 태종 13년) : 처인현과 용구현을 합쳐 용인현이 됨.
- 1914년 : 행정구역 개편으로 현내면 7개 동리, 도촌면 5개 동리, 서촌면 5개 동리, 남촌면 4개 동리를 합쳐 남사면이 됨.
- 1983년 : 봉명리의 경부고속도로 서쪽 지역을 평택군 진위면 동천리에 편입
- 2021년 2월 19일 : 남사읍으로 승격

## 인구

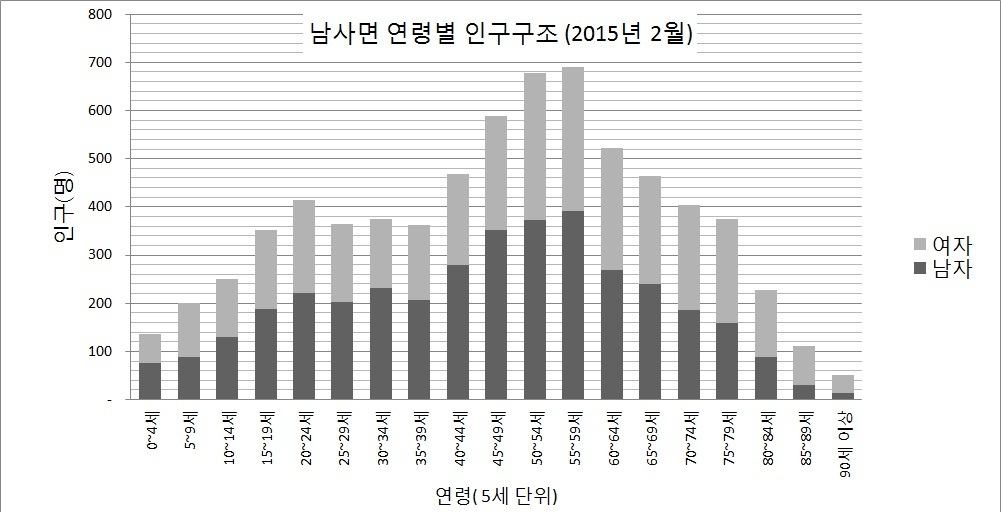
남사읍 연령별 인구구조

남사읍의 2015년 2월 말 인구구조는 농촌 지역의 특성이 나타나서 유소년 (15세 미만) 인구 비율은 8.40%로 용인시 전체 18.3%보다 적으며 노년(65세 이상) 인구 비율은 23.20%로 용인시 전체 10.3%보다 많다.

## 행정 구역
지금의 행정 구역은 1914년 행정 구역 개편으로 당시 현내면의 아곡(衙谷), 남산(南山), 매릉(梅陵), 완장(完庄), 창동(倉洞), 월곡(月谷), 방축(防築) 등의 7개 동리와 도촌면의 삼인(三仁), 상동(上洞), 산정(山亭), 내기(內基), 수세(水洗)의 5개 동리, 서촌면의 동막(東幕), 원포(遠浦), 통곡(通谷), 봉명(鳳鳴), 외동(外洞)의 5개 동리, 남촌면의 진목(眞木), 원암(元岩), 전궁(全宮), 아곡(牙谷)의 4개 동리 등 4개 면을 합쳐 11개 리로 개편한 것이다.
| 법정리 | 한자명 | 행정리                             |
| ------ | ------ | ---------------------------------- |
| 방아리 | 防牙里 | 방아1리, 방아2리, 방아3리, 방아4리 |
| 봉명리 | 鳳鳴里 | 봉명1리, 봉명2리, 봉명3리, 봉명4리 |
| 봉무리 | 鳳舞里 | 봉무1리, 봉무2리, 봉무3리          |
| 북리   | 北里   | 북1리, 북2리, 북3리                |
| 아곡리 | 衙谷里 | 아곡1리, 아곡2리                   |
| 완장리 | 完庄里 | 완장1리, 완장2리, 완장3리          |
| 원암리 | 元岩里 | 원암1리, 원암2리, 원암3리          |
| 전궁리 | 全宮里 | 전궁1리, 전궁2리                   |
| 진목리 | 眞木里 | 진목1리, 진목2리, 진목3리          |
| 창리   | 倉里   | 창1리, 창2리, 창3리                |
| 통삼리 | 通三里 | 통삼1리, 통삼2리, 통삼3리, 통삼4리 |

## 아파트
| 단지명                        | 주소       | 시행사                  | 건설사   | 입주       | 비고 |
| ----------------------------- | ---------- | ----------------------- | -------- | ---------- | ---- |
| 힐스테이트 용인 마크밸리      |            | 무궁화신탁㈜ ㈜동우개발 | 현대건설 |            |      |
| e편한세상 용인 파크카운티     |            | (주)동우개발            | 대림건설 | 2019년 6월 |      |
| e편한세상 용인 한숲시티 2단지 | 2018년 6월 | (주)동우개발            | 대림건설 |            |      |
| e편한세상 용인 한숲시티 3단지 | 2018년 6월 | (주)동우개발            | 대림건설 |            |      |
| e편한세상 용인 한숲시티 4단지 | 2018년 6월 | (주)동우개발            | 대림건설 |            |      |
| e편한세상 용인 한숲시티 5단지 | 2018년 6월 | (주)동우개발            | 대림건설 |            |      |
| e편한세상 용인 한숲시티 6단지 | 2018년 6월 | (주)동우개발            | 대림건설 |            |      |